# Oggetti non stellari nella costellazione della Giraffa
Principali Oggetti non stellari visibili nella costellazione della Giraffa.

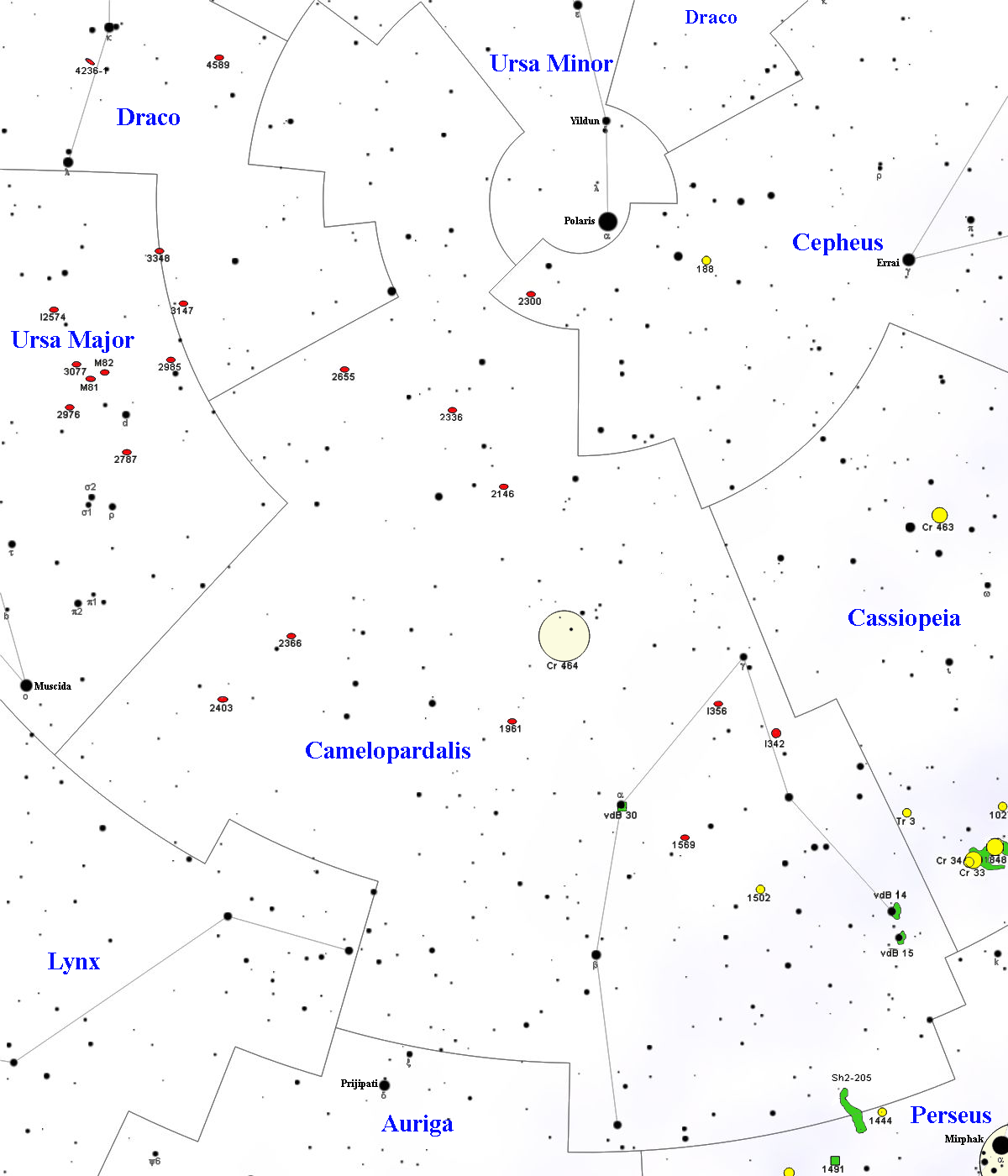
Mappa della costellazione della Giraffa.

## Ammassi aperti
- NGC 1502
- Stock 23

## Asterismi
- Cascata di Kemble

## Nebulose diffuse
- Integrated Flux Nebulae
- NGC 2363
- Regione oscura della Giraffa
- Sh2-202
- Sh2-204
- Sh2-207
- Sh2-208
- vdB 11
- vdB 14
- vdB 15
- vdB 30

## Nebulose planetarie
- IC 3568

## Galassie
- Camelopardalis A
- Camelopardalis B
- IC 342
- IC 356
- IC 499
- IC 512
- MACS0647-JD
- NGC 1469
- NGC 1485
- NGC 1530
- NGC 1560
- NGC 1569
- NGC 1573
- NGC 1961
- NGC 2128
- NGC 2146
- NGC 2256
- NGC 2258
- NGC 2268
- NGC 2314
- NGC 2336
- NGC 2366
- NGC 2347
- NGC 2403
- NGC 2441
- NGC 2460
- NGC 2523
- NGC 2544
- NGC 2550
- NGC 2551
- NGC 2591
- NGC 2633
- NGC 2634
- NGC 2636
- NGC 2646
- NGC 2655
- UGC 3378
- UGC 3442
- UGC 3500
- UGC 3521
- UGC 3528
- UGC 3992
- UGC 4078
- UGCA 86
- UGCA 92
- UGCA 105

## Ammassi di galassie
- Gruppo di M81
- MACS J0647+7015
- MS 0735.6+7421

## Gruppi di galassie
- Gruppo di NGC 1573
- Gruppo di NGC 1961
- Gruppo di NGC 2347
- Gruppo di NGC 2460
- Gruppo di NGC 2523
- Gruppo di NGC 2633
- Gruppo di NGC 2655
- Gruppo di IC 520